# Baní Suwajf
Baní Suwajf (arabsky بنى سويف‎) je egyptské město ležící v Dolním Egyptě v guvernorátu Baní Suwajf. Město je důležité zemědělské centrum nacházející se 115 km jižně od Káhiry. Ve středověku bylo slavné pro svoji výrobu plátna, v pozdější době pro spřádání bavlny a výrobu koberců. V nedalekých kopcích se těží alabastr. Nachází se zde univerzita Bání Suvajf a soukromá univerzita Al Nahda.